# 1928-as magyar birkózóbajnokság
Az 1928-as magyar birkózóbajnokság a huszonkettedik magyar bajnokság volt. A bajnokságot december 1. és 2. között rendezték meg Budapesten, a régi képviselőházban.

## Eredmények
| Versenyszám   | Arany                          | Arany | Ezüst                      | Ezüst | Bronz                         | Bronz |
| ------------- | ------------------------------ | ----- | -------------------------- | ----- | ----------------------------- | ----- |
| Légsúly       | Zombori Ödön MAC               |       | Magyar Armand MTK          |       | Szekfü László Kaposvári Turul |       |
| Pehelysúly    | Kárpáti Károly Újpesti TE      |       | Fehér Jenő MÁV Gépgyári SK |       | Gárdonyi Béla Újpesti TE      |       |
| Könnyűsúly    | Matura Mihály Munkás TE        |       | Károlyi László Újpesti TE  |       | Vidéki János BSzKRt SE        |       |
| Kisközépsúly  | Tunyogi József Ferencvárosi TC |       | Tihanyi Gyula Vasas SC     |       | Miskey Árpád MAC              |       |
| Nagyközépsúly | Szabó Sándor MAC               |       | Adorján László MAC         |       | Janó Károly MAC               |       |
| Nehézsúly     | Badó Rajmund Ferencvárosi TC   |       | Szelky Ottó MTK            |       | Varga József BSzKRt SE        |       |

Megjegyzés: Könnyűsúlyban eredetileg Zombori Gyula (MAC) volt a második, de óvás után megváltoztatták az eredményt.